# Nani Marquina
Elena Marquina Testor (Barcelona, 17 de novembre de 1952), coneguda professionalment com Nani Marquina, és una dissenyadora industrial i empresària catalana, especialitzada en la creació de catifes.
Després de formar-se a l'Escola Massana, va iniciar-se en l'estudi del seu pare, Rafel Marquina i Audouard. A mitjans de la dècada del 1980, crea les seves primeres catifes, ram en el que s'especialitzaria fundant l'empresa Nanimarquina el 1987, on també s'elaboren tapissos i altres productes tèxtils. La barcelonina va impulsar la internacionalització de l'empresa, tant pel que fa a la producció com a la venda.
Ha sigut presidenta de l'Associació de Dissenyadors Professionals, de la Reunió d'Empreses de Disseny (Red) i del Foment de les Arts i el Disseny. Va rebre el Premio Nacional de Diseño de 2005 i el Premi Nacional de Disseny de 2008, i les seves obres es poden trobar al Museu del Disseny de Barcelona, al Museu d'Art Modern de Nova York o a la seu de l'ONU a Ginebra.
Nani Marquina va ser una de les artistes presents a l'exposició Som aquí. Les dones en el disseny 1900-avui, organitzada el 2023 pel Museu del Disseny de Barcelona, que recuperava les dissenyadores pioneres dels anys 1960, 1970 i 1980 a Catalunya.